# Kabupaten Gunung Mas
Kabupaten Gunung Mas är ett kabupaten i Indonesien.   Det ligger i provinsen Kalimantan Tengah, i den nordvästra delen av landet, 900 km nordost om huvudstaden Jakarta. Antalet invånare är 96 990. Arean är 10 805 kvadratkilometer.
Terrängen i Kabupaten Gunung Mas är varierad.